# Штокман, Марк Ильич
Марк Ильич Што́кман (англ. Mark I. Stockman; 21 июля 1947, Харьков — 11 ноября 2020, Атланта) — советский и американский физик, известный своими работами по нелинейной оптике и плазмонике. Доктор физико-математических наук (1989).

## Биография
Родился в Харькове в семье горного инженера, профессора Ильи Григорьевича Штокмана, выходца из семьи евреев-кантонистов. Увлёкся физикой в школе под впечатлением от учебника Якова Зельдовича по высшей математике и её приложениям к физике. После успешного участия в физической олимпиаде был принят в республиканскую специализированную школу-интернат и переехал из Днепропетровска в Киев. Окончив школу, поступил на физический факультет Киевского университета, однако после второго курса перевёлся в Новосибирский университет, где была более свободная атмосфера. Учился в аспирантуре Института ядерной физики в Новосибирске и в 1974 году под руководством физиков-теоретиков Спартака Беляева и Владимира Зелевинского защитил кандидатскую диссертацию, посвящённую коллективным явлениям в ядрах.
В 1975 году, разочаровавшись в ядерной физике, перешёл в Институт автоматики и электрометрии там же в Новосибирске, где занимался нелинейной оптикой в группе Сергея Раутиана. В 1989 году защитил докторскую диссертацию, посвящённую нелинейно-оптическим явлениям в макромолекулах. К этому времени стал возможен выезд из страны, и в 1990 году Штокман принял приглашение профессора Томаса Джорджа и получил место исследователя в Университете штата Нью-Йорк в Буффало. Год спустя стал приглашённым профессором в Университете штата Вашингтон, а в 2001 году — профессором физики Университета штата Джорджия, где работал до конца жизни. В 2012 году занял пост директора-основателя Центра нанооптики при университете. В качестве приглашённого профессора посещал Институт квантовой оптики общества Макса Планка, Штутгартский университет, Высшую нормальную школу Университета Париж-Сакле, Высшую школу промышленной физики и химии города Париж.
Был избран членом Американского физического общества, Оптического общества Америки, Общества оптики и фотоники. Увлекался лыжным спортом.
Был женат на Брониславе Матвеевне Штокман (урождённой Мецгер, род. 1947), учёном в области вирусологии и молекулярной биологии. Они познакомились и поженились ещё во время обучения в аспирантуре. В 1978 году родился их сын Дмитрий.

## Научная деятельность
В советский период карьеры основное внимание уделял нелинейной оптике, в частности исследованию двухфотонных процессов при взаимодействии лазерного излучения с биологическими макромолекулами. Предсказал эффекты расщепления и светоиндуцированной диффузии молекул ДНК, предложил метод селективного разрезания молекул ДНК с помощью лазерного излучения.
В зарубежный период сосредоточился на проблемах нанооптики и наноплазмоники. Со второй половины 1980-х годов исследовал оптические свойства металлических наноструктур и фрактальных кластеров, в которых возможны гигантские нелинейности за счёт возбуждения в них плазменных колебаний. Предложил несколько классических плазмонных наноструктур, повлиявших на дальнейшее развитие этого направления. В 2003 году с коллегами рассмотрел нанолинзу, состоящую из самоподобной цепочки металлических частиц всё меньшего размера и позволяющую реализовать каскад локализации и усиления электрического поля вблизи её поверхности. В 2004 году выдвинул идею плазмонной нанофокусировки, продемонстрировав значительное (на несколько порядков) усиление поля у вершины конической металлической поверхности за счёт адиабатической локализации во всё меньшем объёме распространяющегося вдоль неё поверхностного плазмон-поляритона. Исследовал свойства плазмонов и в других характерных геометриях, включая димеры наночастиц и металлические поверхности со случайной структурой.
В 2003 году совместно с Давидом Бергманом из Тель-Авивского университета выдвинул и теоретически обосновал концепцию спазера — плазмонного аналога лазера. Ими было показано, что спазеры могут генерировать когерентные локализованные поля, соответствующие тем или иным модам плазмонных колебаний. Первая экспериментальная демонстрация спазера состоялась в 2009 году; с тех пор эта концепция была существенно расширена и обобщена до понятия плазмонного нанолазера, то есть наноразмерного устройства, генерирующего когерентный свет (а не плазмоны). Штокман активно участвовал в развитии физики спазеров, в том числе предложил несколько новых их вариантов (топологические спазеры, хиральные нанолазеры и др.).
Развивал идеи сверхбыстрой наноплазмоники. В 2007 году совместно с группой Ференца Крауса предложил концепцию аттосекундной плазмонной микроскопии, позволяющей регистрировать ближние поля наноструктур на аттосекундных масштабах времени с нанометровым пространственным разрешением. С 2008 года совместно с группой Харальда Гиссена (нем. Harald Giessen) разработал схему сверхбыстрого когерентного управления плазменными колебаниями, возбуждаемыми первым импульсом света, с помощью второго импульса.
Исследовал свойства вещества в сверхсильных полях, например вблизи металлических наноструктур. Разработал теорию металлизации диэлектриков в сильных полях, впоследствии расширил свой подход на другие материалы, в том числе двумерные (такие, как графен). Эти результаты легли в основу нового направления исследований — петагерцовой оптоэлектроники.
Вклад Штокмана в науку был высоко оценен коллегами, от которых он был удостоен эпитетов «евангелист плазмоники» и «рыцарь плазмоники».

## Личные качества
Мордехай Сегев, израильский физик:

Марк Штокман был необычным учёным и человеком: человеком, с которым мне нравилось спорить, упрямым человеком, который будет спорить даже после того, как изменил своё мнение, просто ради спора. В то же время он был приятным человеком, искренне заботившимся о других. Но если бы вы спросили Марка, как он сам себя определяет, он ответил бы: я прежде всего еврей-кантонист... Марк гордился тем, что был потомком еврейского офицера царской армии, который остался иудеем, несмотря на сильное давление в пользу смены веры. Эта семейная история повлияла на взгляды Марка на жизнь и особенно на науку. Как и его предки, Марк чувствовал, что должен отличаться — при проведении исследований. Он всегда искал новые концептуальные идеи и ненавидел второстепенную работу.
Оригинальный текст (англ.)Mark Stockman was an unusual scientist and person: A person I liked to argue with, a stubborn person that would argue even after he changed his mind, just for the sake of the argument. At the same time, he was a graceful person that truly cared about others. But if you asked Mark how he defines himself, he would tell you: I am first of all a Cantonese Jew... Mark took pride of being a descendent of a 19th century Jewish officer in the Tsar’s army who remained Jewish despite the strong pressure to convert. This family history affected Mark’s views on life and also specifically on science. Like his ancestors, Mark felt he had to distinguish himself when doing research. He was always searching for new conceptual ideas and hated secondary work.

Николай Жёлудев, российско-британский физик:

Каждый выступающий на конференции следил за Марком, сидящим в первом ряду аудитории в своей фирменной белой рубашке, предвкушая его острый, глубоко физический вопрос. Независимо от личности выступающего, Марк был счастлив бросить вызов научным концепциям, с которыми он не был согласен, и энергично защищал и продвигал свои собственные идеи... Он заработал репутацию теоретика с опытом, убеждениями и идеями, охватывающими очень широкий круг вопросов — от физики твердого тела до биомедицины.
Оригинальный текст (англ.)Every conference speaker would keep an eye on Mark sitting in the front row of the audience in his signature white shirt, anticipating his sharp, deeply physical question. Regardless of personalities, Mark was happy to challenge scientific concepts he did not agree with and keenly defended and promoted his own ideas... He earned the reputation of a theorist with a background, opinion, and ideas spanning a very wide range of subjects, from solid state physics to biomedicine.

## Избранные публикации
- Shalaev V.M., Shtokman M.I. Optical properties of fractal clusters (susceptibility, surface enhanced Raman scattering by impurities) // Sov. Phys. JETP. — 1987. — Vol. 65. — P. 287–294.
- Stockman M.I., Shalaev V.M., Moskovits M., Botet R., George T.F. Enhanced Raman scattering by fractal clusters: Scale-invariant theory // Physical Review B. — 1992. — Vol. 46. — P. 2821–2830. — doi:10.1103/PhysRevB.46.2821.
- Stockman M.I., Faleev S.V., Bergman D.J. Localization versus Delocalization of Surface Plasmons in Nanosystems: Can One State Have Both Characteristics? // Physical Review Letters. — 2001. — Vol. 87. — P. 167401. — doi:10.1103/PhysRevLett.87.167401.
- Stockman M.I., Faleev S.V., Bergman D.J. Coherent Control of Femtosecond Energy Localization in Nanosystems // Physical Review Letters. — 2002. — Vol. 88. — P. 067402. — doi:10.1103/PhysRevLett.88.067402.
- Bergman D.J., Stockman M.I. Surface Plasmon Amplification by Stimulated Emission of Radiation: Quantum Generation of Coherent Surface Plasmons in Nanosystems // Physical Review Letters. — 2003. — Vol. 90. — P. 027402. — doi:10.1103/PhysRevLett.90.027402.
- Li K., Stockman M.I., Bergman D.J. Self-Similar Chain of Metal Nanospheres as an Efficient Nanolens // Physical Review Letters. — 2003. — Vol. 91. — P. 227402. — doi:10.1103/PhysRevLett.91.227402.
- Nordlander P., Oubre C., Prodan E., Li K., Stockman M.I. Plasmon Hybridization in Nanoparticle Dimers // Nano Letters. — 2004. — Vol. 4. — P. 899–903. — doi:10.1021/nl049681c.
- Stockman M.I. Nanofocusing of Optical Energy in Tapered Plasmonic Waveguides // Physical Review Letters. — 2004. — Vol. 93. — P. 137404. — doi:10.1103/PhysRevLett.93.137404.
- Stockman M.I. Criterion for Negative Refraction with Low Optical Losses from a Fundamental Principle of Causality // Physical Review Letters. — 2007. — Vol. 98. — P. 177404. — doi:10.1103/PhysRevLett.98.177404.
- Stockman M.I., Kling M.F., Kleineberg U., Krausz F. Attosecond nanoplasmonic-field microscope // Nature Photonics. — 2007. — Vol. 1. — P. 539–544. — doi:10.1038/nphoton.2007.169.
- MacDonald K.F., Sámson Z.L., Stockman M.I., Zheludev N.I. Ultrafast active plasmonics // Nature Photonics. — 2009. — Vol. 3. — P. 55–58. — doi:10.1038/nphoton.2008.249.
- Stockman M.I. The spaser as a nanoscale quantum generator and ultrafast amplifier // Journal of Optics. — 2010. — Vol. 12. — P. 024004. — doi:10.1088/2040-8978/12/2/024004.
- Stockman M.I. Nanoplasmonics: past, present, and glimpse into future // Optics Express. — 2011. — Vol. 19. — P. 22029-22106. — doi:10.1364/OE.19.022029.
- Stockman M.I. Spaser Action, Loss Compensation, and Stability in Plasmonic Systems with Gain // Physical Review Letters. — 2011. — Vol. 106. — P. 156802. — doi:10.1103/PhysRevLett.106.156802.
- Stockman M.I. Nanoplasmonics: From Present into Future // Plasmonics: Theory and Applications  / T. Shahbazyan, M.I. Stockman. — Dordrecht: Springer, 2013. — P. 1-101. — doi:10.1007/978-94-007-7805-4_1.
- Krausz F., Stockman M.I. Attosecond metrology: from electron capture to future signal processing // Nature Photonics. — 2014. — Vol. 8. — P. 205–213. — doi:10.1038/nphoton.2014.28.